# John Squire
Johnathan Thomas Squire (24 de noviembre de 1962), conocido profesionalmente como John Squire, es un artista, guitarrista y compositor inglés. Fue el guitarrista de The Stone Roses, una banda de rock de la que formó parte como compositor junto al cantante Ian Brown, el bajista Mani y el baterista Reni. Tras la disolución del grupo, se unió a The Seahorses, con los que publicó un disco. En 2007, dejó la música para dedicarse completamente a la pintura. Aunque volvió a The Stone Roses para su reunión en 2011.
John Squire ha sido descrito como uno de los más talentosos e influyentes guitarristas de rock británico de finales de lo 80 y principios de los 90, conocido por sus grandes melodías, riffs en bucle y solos en directo. Fue votado como el 13º guitarrista más grande de los últimos 30 años en una encuesta nacional llevada a cabo por BBC6 en 2010.

## Biografía
Squire nació en Broadheath, Altrincham, cerca de Mánchester. Creció en Sylvan Avenue en Timperley y después de asistir a la Heyes Lane Junior School, pasó un examen e ingresó a la Altrincham Grammar School for Boys, donde conoció a Ian Brown. Squire y Brown formaron una estrecha amistad durante su adolescencia, unida además por el amor de ambos hacia el punk rock.

## The Stone Roses
A principios de los años 80s, Squire y Brown formaron un grupo de rock que con el tiempo se convirtió en The Stone Roses, con Squire como primera guitarra entre los años 1984 a 1996. La dupla de Brown y Squire era el corazón de la banda.
La banda se convirtió en una de las más influyentes de su época. Su álbum debut homónimo de 1989 rápidamente logró la condición de clásico en el Reino Unido, encabezando la lista británica de la NME de los mejores álbumes de todos los tiempos. Squire coescribió todas las canciones con Brown. La pintura de la cubierta del disco fue hecha por Squire y se trata de una pieza de Jackson Pollock con referencia a los disturbios de mayo de 1968 en París. A mediados de los años 90s, los Stone Roses eran aclamados como los pioneros del Britpop.
El segundo álbum de la banda Second Coming (lanzado en 1994), fue escrito principalmente por Squire. El álbum incluyó piezas mucho más pesadas, con un sonido blues rock cercano a Led Zeppelin. El álbum fue recibido con reacciones dispares entre los aficionados, y poco después las diferencias al interior de la banda y los rumores de un uso indebido de cocaína lo llevaron a retirarse del grupo el día del pez de abril de 1996.

## The Seahorses y carrera solista
Junto a otros tres músicos, Squire forma una nueva banda, The Seahorses, en 1996. El único álbum de la banda Do it Yourself fue lanzado en 1997. El grupo se separó en 1999 debido a diferencias creativas. Se ha señalado que el nombre de la banda es un anagrama de "he hates roses", en español, "él odia las rosas", mostrando intencionalmente su disputa con sus antiguos compañeros.
Squire publicó su primer disco en solitario, Time Changes Everything en el año 2002. El año 2004 lanzó un álbum conceptual titulado Marshall's House.

## Obras de Arte
Además de ser músico, Squire es un reconocido artista. Sus trabajos han adornado discos y carteles de promoción de Stone Roses. Durante la década de 1980 el estilo artístico de Squire fue muy influenciado por la técnica action painting de Jackson Pollock. En los últimos años, Squire ha puesto de manifiesto una mayor utilización de los medios y ha incorporado nuevas influencias a su obra. Uno de sus trabajos fue la cubierta del sencillo de Travis U16 Girls de 1997. En 2004, Squire celebró dos exposiciones de arte muy bien recibidas en Londres y en Mánchester.
En los últimos cuatro años Squire ha trabajado a tiempo completo por su obra de arte que ha exhibido en la The Smithfield Gallery (julio de 2007) y The Dazed Gallery, Londres (septiembre - octubre de 2007).
En la apertura de la galería de Smithfield, Squire le dijo a un reportero del Manchester Evening News que él iba renunciar a la música para siempre. Explicó que "Estoy disfrutando mucho esto para volver a la música." Y cuando se le preguntó acerca de una reunión de Stone Roses dijo que era "muy improbable"

## Discografía
Álbumes
- Time Changes Everything (2002)
- Marshall's House (2004)

Singles
- "Joe Louis" (2002)
- "Room In Brooklyn" (2004)

Álbum en directo/EP
- Time Changes Everything Live EP (solo en Japón) (2003)